# 「誰かのために」プロジェクト
「誰かのために」プロジェクト（だれかのために プロジェクト）は、AKB48グループ（AKB48・SKE48・NMB48・HKT48・NGT48・STU48・SDN48）が2011年3月24日から展開しているチャリティー活動。
プロジェクト名は『チームA 3rd Stage「誰かのために」』にちなむもので、ある一ファンの提案により命名されたという。

## 沿革
2011年3月11日、東北地方太平洋沖地震および福島第一原子力発電所事故（東日本大震災）が発生した。
東京では震度5強を記録しAKB48劇場が被害を受け、また震災発生当時仙台市に在住していた岩田華怜も被災し、“当たり前にやっていた事が実はそうではなかったと思い知らされた”ことから、今後一年間、震災と向き合って活動することを決め、手始めに同年3月14日から義援金募集を、沖縄国際映画祭や劇場公演で行い（AKB48プロジェクト）、さらに、震災前から予定されていた2011年3月25日 - 27日の横浜アリーナでのコンサートを中止したものの、うち26、27両日については同会場を利用しチャリティーイベントを実施した。なお「誰かのために」プロジェクトと正式に命名されたのは、横浜アリーナでのチャリティイベントについて発表した時である。
2011年5月から被災地訪問を開始。
震災一周年の2012年3月11日、活動を“当分の間”継続することを発表した。また、震災の発生した3月11日は篠田麻里子の誕生日でもあったことから篠田は自身のブログで、「これは私の生涯の使命。神様に指名されて、世の中の役に立てと言われているような気がします。」と述べている。
2012年4月14日、宮城球場で開催されたAKB48『「フライングゲット」「風は吹いている」全国握手会イベント東北エリア』において、宮城県、岩手県、福島県の東北3県に各10台ずつ贈呈されることが発表されていたマイクロバス「AKBus」が披露され、ステージ上で贈呈式も実施された。
震災から2年となる2013年3月11日を前に、3月8日18:00（日本時間）から震災復興応援ソング「掌が語ること」の無料配信が行われた。11日当日は、AKB48グループのメンバー60人が6人ずつ10組に分かれて被災地を訪問。一グループで複数箇所を訪問することはあったが、初めて同時に複数箇所を訪問。またこの日から、プロジェクトシンボルマークの色が変わった（中央に描かれ、人々をつなぐ翼の生えたハートの色が、ピンクから黄色に）。
2013年3月12日時点で、本プロジェクトに集まった義援金の総額は13億円を突破した。
2014年10月23日の42回目の被災地訪問では、初めて東北地方から離れ新潟県中越地震から10年目を迎えた新潟県小千谷市を訪問した。
2015年1月15日の45回目の被災地訪問では、17日に阪神・淡路大震災から20年目を迎える兵庫県神戸市の防災訓練のイベントに参加した。
2015年11月21日の55回目の被災地訪問では、2015年9月10日に発生した豪雨水害の被災地である茨城県常総市の復興イベント「がんばっぺ常総」にライブゲストとして参加し、初めて震災以外で被災地訪問を行った。
2016年4月14日に発生した平成28年熊本地震に対し、本プロジェクトからの流れとして被災者支援のための募金を行った。
2016年6月12日に復興庁主催のイベント『交流ミーティング in 東京 〜「新しい東北」を創る人々〜「若者」DAY』に出演した。
2018年7月5日に復興庁より東日本大震災の復興支援活動に対する大臣感謝状が送られた。
2018年7月13日には、西日本を中心として発生した平成30年7月豪雨の被災地に対しても支援活動の対象を広げることを発表した。
2019年3月23日の70回目の被災地訪問では、三陸鉄道リアス線の全線開業記念イベントに参加した。
2019年3月24日の71回目の被災地訪問では、初めて平成30年7月豪雨の被災地のひとつである岡山県矢掛町で復興支援ライブを行った。
2020年より新型コロナウイルス感染症の影響により被災地訪問などの移動を伴う活動は行われていないが、劇場での復興支援特別公演やオンラインによる復興支援配信などの活動を継続している。

## 活動
「誰かのために -What can I do for someone?-」を配信シングルとしてダウンロード料と、シングル『Everyday、カチューシャ』、アルバム『ここにいたこと』以降リリースされるCD・DVDの売り上げの一部も義援金として拠出。
2011年5月から2016年3月まではメンバーが交代で被災した各地を毎月訪問してミニライブを行っており、以降も不定期に訪問している。当初は他地域からファンが詰め掛けるのを防ぐため、公式サイトのスケジュールにも日時・場所・参加メンバーなど予定は一切掲載されず、訪問先自治体など関係機関にのみに通知されていた。ミニライブの様子は「DOCUMENTARY of AKB48」取材チームが映像収録し、NHKのみが報道の一環として『MUSIC JAPAN』（2011年5月 - 2013年12月訪問分）→『AKB48 SHOW!』（2014年1月訪問分 - ）で公開している。メンバーによる被災地復興支援の活動のため、Serendとのコラボレーション企画「つながれ母校選手権」を中止し、優勝校でのライブに使う予定であった予算を活動費に回した。大島優子は仙台に親戚がいたこともあり、知人がトラックを手配して物資を届けに行くと聞くと「絶対に正体を明かさないから同行させて、手伝いたい」と頼み込んだり、秋元康総合プロデューサーに救援の為に現地入りさせてくれるよう懇願したという（“人気アイドルがボランティアしに行ったと知られたら取材が殺到して現地が更に混乱する”と説得されて断念）。3年目となる25回目（2013年5月19日訪問）以降は、それまでのミニライブを中心とした活動から、訪問地の活性化につながる支援活動やPR活動も行うようになった。
各グループの劇場では毎年3月11日に「東日本大震災復興支援特別公演」と銘打った公演を行っている。
2016年に震災後初めて被災地で開催された第71回国民体育大会の閉会式にも参加するなど、被災地訪問以外の活動も行っている。

## 被災地訪問

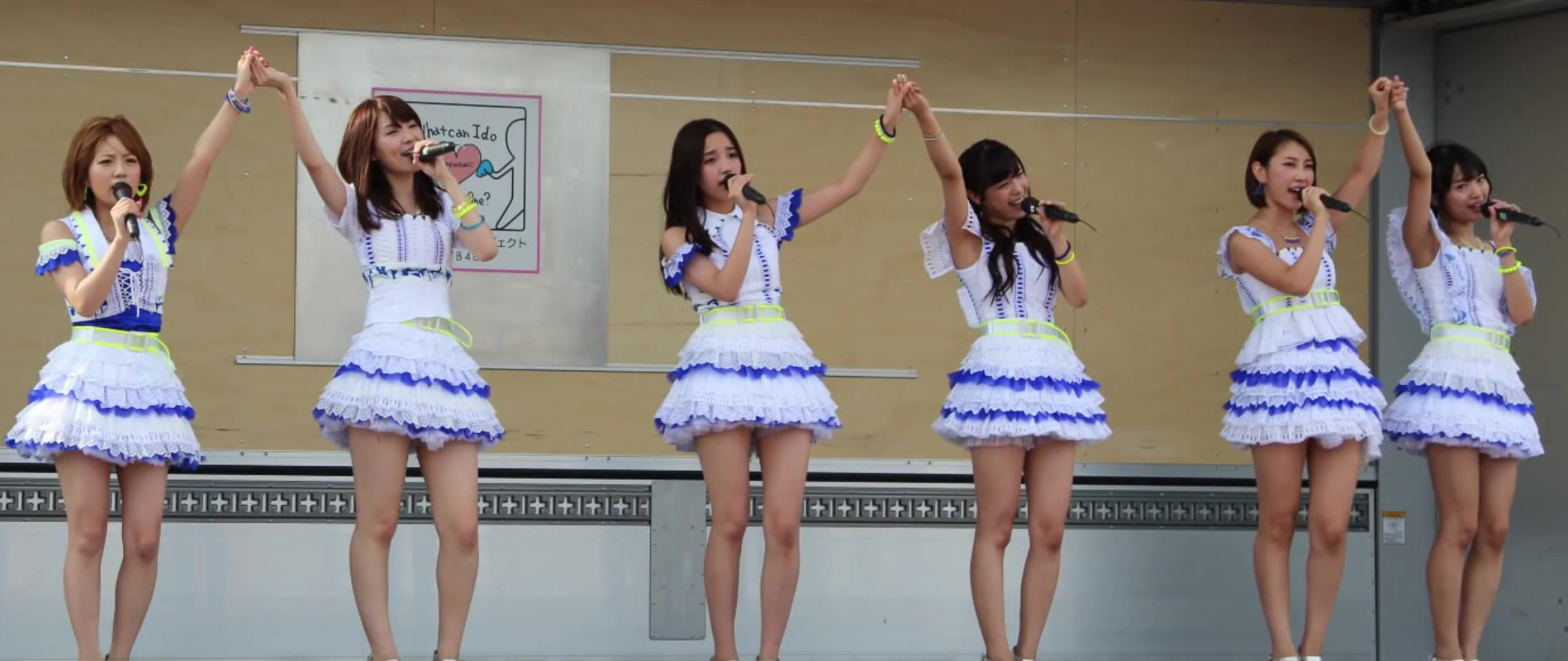
被災地訪問の様子（2013年8月31日）

『AKB48 SHOW!』のプロデューサーであった石原真が隊長を務め、セットリスト、台本は全て石原が書いている。同行するスタッフは石原も含め全員ボランティアである。
2020年3月現在。
- 訪問地におけるライブ会場は公表されている場合に付記。収容避難場所隣接地の場合は（避）、応急仮設住宅隣接地の場合は（住）、仮設商店街のイベント広場等の場合は（商）と記す。
- 所属は訪問時のもの。特記のないメンバーはAKB48所属。チーム別五十音順。

この他に、岩手県山田町の『やまだ観光物産館「とっと」』に展示されているジオラマ「やまだまち48」の制作に携わるため、メンバーがプライベートで定期的に訪れている。
| 回     | 年月日   | 訪問地                              | 会場 | 参加者 |
| 2011年 | 2011年   | 2011年                              | 2011年 | 2011年 |
| ------ | -------- | ----------------------------------- | --- | --- |
| 1      | 5月22日  | 岩手県大槌町                        | （避）寺野ふれあい運動公園野球場（北緯39度21分31.6秒 東経141度52分47.1秒 / 北緯39.358778度 東経141.879750度）             | 指原莉乃、篠田麻里子、大島優子、柏木由紀、松井玲奈、山本彩 |
| 1      | 5月22日  | 岩手県山田町                        | （避）岩手県立山田高等学校（北緯39度26分59.3秒 東経141度56分57.3秒 / 北緯39.449806度 東経141.949250度）                   | 指原莉乃、篠田麻里子、大島優子、柏木由紀、松井玲奈、山本彩 |
| 2      | 6月11日  | 岩手県宮古市田老                    | （避）グリーンピア三陸みやこ（北緯39度47分22.8秒 東経141度58分14.4秒 / 北緯39.789667度 東経141.970667度）                 | 高橋みなみ、仲谷明香、峯岸みなみ、渡辺麻友、高柳明音、渡辺美優紀 |
| 2      | 6月11日  | 岩手県宮古市                        | （避）宮古市立山口小学校（北緯39度38分42.1秒 東経141度56分31.7秒 / 北緯39.645028度 東経141.942139度）                     | 高橋みなみ、仲谷明香、峯岸みなみ、渡辺麻友、高柳明音、渡辺美優紀 |
| 3      | 7月9日   | 宮城県南三陸町歌津                  | （避）歌津老人福祉センター（北緯38度43分11秒 東経141度32分0.9秒 / 北緯38.71972度 東経141.533583度）                       | 高城亜樹、仲谷明香、板野友美、横山由依、松井珠理奈、山田菜々 |
| 3      | 7月9日   | 宮城県南三陸町志津川                | （避）南三陸町スポーツ交流村多目的広場（北緯38度40分50.6秒 東経141度27分39.4秒 / 北緯38.680722度 東経141.460944度）       | 高城亜樹、仲谷明香、板野友美、横山由依、松井珠理奈、山田菜々 |
| 3      | 7月9日   | 宮城県南三陸町志津川                | （避）宮城県志津川高等学校（北緯38度40分50秒 東経141度26分19.4秒 / 北緯38.68056度 東経141.438722度）                      | 高城亜樹、仲谷明香、板野友美、横山由依、松井珠理奈、山田菜々 |
| 4      | 8月27日  | 宮城県亘理町                        | 亘理町中央児童センター（北緯38度2分11.5秒 東経140度51分4.2秒 / 北緯38.036528度 東経140.851167度）                         | 倉持明日香、指原莉乃、高城亜樹、宮澤佐江、須田亜香里、秦佐和子 |
| 4      | 8月27日  | 宮城県山元町                        | 山元町立山下中学校（北緯37度58分10.2秒 東経140度52分22.4秒 / 北緯37.969500度 東経140.872889度）                           | 倉持明日香、指原莉乃、高城亜樹、宮澤佐江、須田亜香里、秦佐和子 |
| 5      | 9月24日  | 宮城県気仙沼市唐桑町                | （住）燦さん館（北緯38度55分16.5秒 東経141度38分15.8秒 / 北緯38.921250度 東経141.637722度）                               | 前田敦子、藤江れいな、柏木由紀、佐藤すみれ、金子栞、木本花音 |
| 5      | 9月24日  | 宮城県気仙沼市西八幡町              | （住）気仙沼市立鹿折小学校（北緯38度55分20.3秒 東経141度34分53.8秒 / 北緯38.922306度 東経141.581611度）                   | 前田敦子、藤江れいな、柏木由紀、佐藤すみれ、金子栞、木本花音 |
| 6      | 10月22日 | 宮城県石巻市                        | （住）こもれびの降る丘 遊楽館（北緯38度30分4.6秒 東経141度11分47.9秒 / 北緯38.501278度 東経141.196639度）                 | 岩佐美咲、大家志津香、小嶋陽菜、指原莉乃、小木曽汐莉、向田茉夏 |
| 6      | 10月22日 | 宮城県石巻市                        | （住）宮城県石巻北高等学校飯野川校（北緯38度31分15.4秒 東経141度19分20秒 / 北緯38.520944度 東経141.32222度）              | 岩佐美咲、大家志津香、小嶋陽菜、指原莉乃、小木曽汐莉、向田茉夏 |
| 7      | 11月13日 | 岩手県陸前高田市矢作町              | （住）旧・陸前高田市立矢作小学校（北緯39度1分57.3秒 東経141度31分49.9秒 / 北緯39.032583度 東経141.530528度）              | 篠田麻里子、前田敦子、仁藤萌乃、藤江れいな、宮澤佐江、岩田華怜 |
| 8      | 12月25日 | 福島県南相馬市鹿島区                | （住）南相馬市立鹿島中学校（北緯37度42分20.5秒 東経140度57分18.5秒 / 北緯37.705694度 東経140.955139度）                   | 小嶋陽菜、指原莉乃、柏木由紀、市川美織、永尾まりや、山内鈴蘭 |
| 8      | 12月25日 | 福島県南相馬市鹿島区                | （住）万葉ふれあいセンター（北緯37度41分43.4秒 東経140度57分31.1秒 / 北緯37.695389度 東経140.958639度）                   | 小嶋陽菜、指原莉乃、柏木由紀、市川美織、永尾まりや、山内鈴蘭 |
| 2012年 |          |                                     | | |
| 9      | 1月28日  | 宮城県多賀城市                      | （住）多賀城市立多賀城中学校（北緯38度17分46.3秒 東経141度0分49.5秒 / 北緯38.296194度 東経141.013750度）                  | 高橋みなみ、秋元才加、松井咲子、峯岸みなみ、大場美奈、島崎遥香 |
| 10     | 2月26日  | 宮城県塩竈市                        | | 多田愛佳、倉持明日香、高城亜樹、峯岸みなみ、河西智美、北原里英、兒玉遥 |
| 11     | 3月28日  | 宮城県名取市                        | | 板野友美、横山由依、渡辺麻友、岩田華怜、竹内美宥、仲俣汐里、宮脇咲良 |
| 12     | 4月22日  | 岩手県釜石市                        | | 片山陽加、篠田麻里子、前田敦子、前田亜美、加藤玲奈、高橋朱里、松岡菜摘 |
| 13     | 5月27日  | 宮城県女川町                        | | 小嶋陽菜、梅田彩佳、柏木由紀、北原里英、増田有華、川栄李奈、菅本裕子 |
| 14     | 6月9日   | 岩手県大船渡市                      | | 秋元才加、大島優子、田名部生来、野中美郷、横山由依、田野優花 |
| 15     | 7月15日  | 福島県いわき市                      | | 板野友美、宮澤佐江、河西智美、中村麻里子、小嶋菜月、指原莉乃 |
| 16     | 8月20日  | 福島県相馬市                        | | 峯岸みなみ、佐藤亜美菜、鈴木紫帆里、渡辺麻友、名取稚菜、森川彩香 |
| 17     | 9月15日  | 岩手県田野畑村                      | | 高橋みなみ、仲川遥香、中田ちさと、松原夏海、北原里英、小森美果 |
| 18     | 10月8日  | 宮城県石巻市牡鹿地区                | 鮎川浜 | 秋元才加、梅田彩佳、大島優子、阿部マリア、島田晴香、武藤十夢 |
| 19     | 11月24日 | 福島県新地町                        | | 岩田華怜、大島涼花、菊地あやか、高橋朱里、仁藤萌乃、横山由依、田島芽瑠 |
| 20     | 12月15日 | 福島県郡山市                        | | 板野友美、近野莉菜、永尾まりや、藤田奈那、大場美奈、峯岸みなみ、穴井千尋 |
| 2013年 |          |                                     | | |
| 21     | 1月13日  | 宮城県七ヶ浜町                      | | 伊豆田莉奈、川栄李奈、篠田麻里子、松井咲子、島崎遥香、藤江れいな |
| 22     | 2月17日  | 宮城県東松島市                      | | 入山杏奈、小林茉里奈、北原里英、岩佐美咲、小嶋陽菜、古畑奈和 |
| 22     | 2月17日  | 宮城県岩沼市                        | | 入山杏奈、小林茉里奈、北原里英、岩佐美咲、小嶋陽菜、古畑奈和 |
| 23     | 3月11日  | 岩手県山田町                        | | 川栄李奈、高橋朱里、横山由依、大家志津香、名取稚菜、松井玲奈 |
| 23     | 3月11日  | 岩手県大槌町                        | | 菊地あやか、内田眞由美、大島優子、倉持明日香、武藤十夢、竹内美宥 |
| 23     | 3月11日  | 岩手県釜石市                        | | 高橋みなみ、仁藤萌乃、梅田彩佳、田名部生来、仲川遥香、鈴木まりや |
| 23     | 3月11日  | 岩手県陸前高田市                    | | 入山杏奈、篠田麻里子、秋元才加、阿部マリア、前田亜美、野中美郷 |
| 23     | 3月11日  | 宮城県気仙沼市                      | | 佐藤すみれ、鈴木紫帆里、柏木由紀、片山陽加、山本彩、多田愛佳 |
| 23     | 3月11日  | 宮城県女川町                        | | 渡辺麻友、岩佐美咲、小嶋菜月、島崎遥香、藤江れいな、兒玉遥 |
| 23     | 3月11日  | 宮城県多賀城市                      | （住）多賀城市立多賀城中学校（北緯38度17分46.3秒 東経141度0分49.5秒 / 北緯38.296194度 東経141.013750度）                  | 岩田華怜、大島涼花、小林香菜、小嶋陽菜、小森美果、指原莉乃 |
| 23     | 3月11日  | 宮城県亘理町                        | | 田野優花、中塚智実、松井咲子、永尾まりや、松井珠理奈、高城亜樹 |
| 23     | 3月11日  | 福島県南相馬市                      | | 北原里英、宮崎美穂、大場美奈、山内鈴蘭、渡辺美優紀、峯岸みなみ |
| 23     | 3月11日  | 福島県いわき市                      | | 河西智美、板野友美、佐藤亜美菜、島田晴香、加藤玲奈、宮澤佐江 |
| 24     | 4月13日  | 福島県二本松市 （浪江町の移転地）   | 浪江町役場二本松事務所駐車場（北緯37度34分12秒 東経140度26分58.3秒 / 北緯37.57000度 東経140.449528度）                    | 河西智美、石田晴香、柏木由紀、加藤玲奈、名取稚菜、山内鈴蘭 |
| 24     | 4月13日  | 福島県二本松市 （浪江町の移転地）   | 浪江町立浪江中学校（北緯37度35分55.3秒 東経140度34分36.8秒 / 北緯37.598694度 東経140.576889度）                           | 河西智美、石田晴香、柏木由紀、加藤玲奈、名取稚菜、山内鈴蘭 |
| 25     | 5月19日  | 岩手県宮古市                        | 宮古駅前広場ステージ（北緯39度38分26.2秒 東経141度56分46秒 / 北緯39.640611度 東経141.94611度）                            | 小林茉里奈、渡辺麻友、秋元才加、松原夏海、梅田彩佳、小森美果、朝長美桜 |
| 26     | 6月22日  | 宮城県松島町                        | 松島海岸グリーン広場（マリンピア松島水族館前）（北緯38度22分5秒 東経141度3分39.9秒 / 北緯38.36806度 東経141.061083度）    | 川栄李奈、菊地あやか、田野優花、北原里英、岩佐美咲、大場美奈 |
| 27     | 7月29日  | 岩手県久慈市                        | 久慈港公園半崎緑地（北緯40度13分6.9秒 東経141度48分37.8秒 / 北緯40.218583度 東経141.810500度）                            | 田野優花、阿部マリア、板野友美、永尾まりや、島崎遥香、島田晴香 |
| 28     | 8月31日  | 福島県会津若松市 （大熊町の移転地） | 大熊町立小学校会津若松分校（北緯37度33分51.6秒 東経139度55分3.2秒 / 北緯37.564333度 東経139.917556度）                    | 菊地あやか、高橋みなみ、北原里英、近野莉菜、加藤玲奈、小嶋菜月 |
| 29     | 9月14日  | 岩手県山田町                        | JR陸中山田駅前かさ上げ地（北緯39度27分52.4秒 東経141度57分4秒 / 北緯39.464556度 東経141.95111度）                         | 入山杏奈、高橋朱里、阿部マリア、名取稚菜、松井玲奈、松村香織 |
| 30     | 10月6日  | 福島県南相馬市                      | （住）南相馬ジャスモール南側駐車場（北緯37度38分10.5秒 東経140度56分39.1秒 / 北緯37.636250度 東経140.944194度）           | 岩田華怜、北原里英、梅田彩佳、高城亜樹、岡田奈々、小嶋真子、西野未姫 |
| 31     | 11月9日  | 宮城県気仙沼市大島                  | （住）気仙沼市立大島小学校（北緯38度51分22.7秒 東経141度36分58.3秒 / 北緯38.856306度 東経141.616194度）                   | 伊豆田莉奈、大島涼花、佐々木優佳里、森川彩香、横山由依、渡辺麻友 |
| 32     | 12月22日 | 宮城県仙台市若林区                  | 六郷市民センター体育館（北緯38度12分54秒 東経140度55分39.3秒 / 北緯38.21500度 東経140.927583度）                          | 岩田華怜、佐藤すみれ、市川美織、大場美奈、柏木由紀、島崎遥香 |
| 2014年 |          |                                     | | |
| 33     | 1月11日  | 宮城県岩沼市                        | （住）岩沼市民会館（北緯38度6分27.4秒 東経140度52分39.2秒 / 北緯38.107611度 東経140.877556度）                            | 川栄李奈、高橋みなみ、田野優花、相笠萌、篠崎彩奈、峯岸みなみ |
| 34     | 2月9日   | 岩手県大船渡市                      | 詳細不明 | 入山杏奈、柏木由紀、島崎遥香、岩立沙穂、小嶋真子、村山彩希 |
| 34     | 2月9日   | 岩手県陸前高田市                    | （住）陸前高田市立広田小学校（北緯38度57分55.8秒 東経141度41分41.4秒 / 北緯38.965500度 東経141.694833度）                 | 入山杏奈、柏木由紀、島崎遥香、岩立沙穂、小嶋真子、村山彩希 |
| 35     | 3月11日  | 宮城県石巻市                        | 石巻市総合体育館（北緯38度25分49.1秒 東経141度17分54.6秒 / 北緯38.430306度 東経141.298500度）                             | 岩田華怜、川栄李奈、菊地あやか、田野優花、大島優子、永尾まりや 前田亜美、武藤十夢、梅田彩佳 松井珠理奈、須田亜香里、高柳明音 上西恵、渡辺美優紀 穴井千尋、多田愛佳                                                                                                   |
| 35     | 3月11日  | 岩手県宮古市田老                    | （住）グリーンピア三陸みやこ（北緯39度47分22.8秒 東経141度58分14.4秒 / 北緯39.789667度 東経141.970667度）                 | 入山杏奈、渡辺麻友、倉持明日香、市川美織、大場美奈、柏木由紀 加藤玲奈、藤江れいな、小嶋真子、峯岸みなみ 木﨑ゆりあ、松村香織 白間美瑠、山田菜々 松岡菜摘、宮脇咲良                                                                                                   |
| 35     | 3月11日  | 福島県南相馬市原町区                | 福島県立テクノアカデミー浜（北緯37度38分1.8秒 東経140度59分36.3秒 / 北緯37.633833度 東経140.993417度）                    | 佐藤すみれ、高橋朱里、横山由依、北原里英、島崎遥香 高城亜樹、中村麻里子、山内鈴蘭 木本花音、古畑奈和 山本彩、矢倉楓子 指原莉乃、森保まどか |
| 36     | 4月20日  | 岩手県釜石市                        | | 大島涼花、田野優花、渡辺麻友、北原里英、相笠萌、小嶋真子 |
| 36     | 4月20日  | 岩手県大船渡市                      | 盛駅前広場（北緯39度5分8.6秒 東経141度42分37.5秒 / 北緯39.085722度 東経141.710417度）                                     | 大島涼花、田野優花、渡辺麻友、北原里英、相笠萌、小嶋真子 |
| 37     | 5月18日  | 宮城県石巻市                        | （住）石巻仮設開成団地（北緯38度27分41.3秒 東経141度18分25.4秒 / 北緯38.461472度 東経141.307056度）                       | 横山由依、大家志津香、大和田南那、峯岸みなみ、向井地美音、茂木忍 |
| 38     | 6月28日  | 岩手県山田町                        | 山田漁港（北緯39度27分43.5秒 東経141度57分22.5秒 / 北緯39.462083度 東経141.956250度）                                     | 相笠萌、阿部マリア、北原里英、高柳明音、松井玲奈、松村香織 |
| 39     | 7月28日  | 宮城県気仙沼市大島                  | （住）気仙沼市立大島小学校（北緯38度51分22.7秒 東経141度36分58.3秒 / 北緯38.856306度 東経141.616194度）                   | 伊豆田莉奈、大家志津香、大和田南那、川本紗矢、平田梨奈、渡辺麻友 |
| 40     | 8月24日  | 宮城県石巻市鮎川浜                  | （住）牡鹿総合支所前（北緯38度18分5.5秒 東経141度30分33.2秒 / 北緯38.301528度 東経141.509222度）                          | 小嶋菜月、中西智代梨、田野優花、内山奈月、小笠原茉由、竹内美宥 |
| 41     | 9月21日  | 福島県いわき市                      | いわき市立泉中学校（北緯36度57分45.6秒 東経140度51分5.8秒 / 北緯36.962667度 東経140.851611度）                            | 小嶋真子、大森美優、岡田奈々、木﨑ゆりあ、佐々木優佳里、西野未姫、舞木香純 |
| 41     | 9月21日  | 福島県いわき市                      | 鹿島ショッピングセンター・エブリア北側駐車場（北緯36度59分42.2秒 東経140度54分23.8秒 / 北緯36.995056度 東経140.906611度） | 小嶋真子、大森美優、岡田奈々、木﨑ゆりあ、佐々木優佳里、西野未姫、舞木香純 |
| 42     | 10月23日 | 新潟県小千谷市                      | 小千谷市総合体育館（北緯37度18分51.4秒 東経138度47分2秒 / 北緯37.314278度 東経138.78389度）                               | 小嶋陽菜、島崎遥香、高橋みなみ、武藤十夢、大島涼花、大和田南那 川本紗矢、高橋朱里、渡辺麻友、岡田奈々、加藤玲奈、木﨑ゆりあ 西野未姫、峯岸みなみ、向井地美音、佐藤栞                                                                                                 |
| 43     | 11月30日 | 宮城県山元町                        | 詳細不明 | 岩田華怜、横山由依、川本紗矢、峯岸みなみ、向井地美音、村山彩希 |
| 44     | 12月21日 | 福島県郡山市                        | 郡山市立金透小学校（北緯37度23分45.8秒 東経140度22分52秒 / 北緯37.396056度 東経140.38111度）                              | 谷口めぐ、中西智代梨、武藤十夢、田野優花、田名部生来、渡辺麻友 |
| 2015年 |          |                                     | | |
| 45     | 1月15日  | 兵庫県神戸市                        | 神戸国際会館（北緯34度41分31.7秒 東経135度11分45.2秒 / 北緯34.692139度 東経135.195889度）                                 | 横山由依、柏木由紀、永野芹佳、山田菜々美、城恵理子、森田彩花 |
| 46     | 2月21日  | 宮城県七ヶ浜町                      | 七ヶ浜健康スポーツセンター・アクアリーナ（北緯38度18分10.6秒 東経141度3分51.8秒 / 北緯38.302944度 東経141.064389度）      | 高橋朱里、小嶋真子、大和田南那、木﨑ゆりあ、向井地美音、佐藤朱 |
| 46     | 2月21日  | 宮城県多賀城市                      | （住）多賀城市立多賀城中学校（北緯38度17分46.3秒 東経141度0分49.5秒 / 北緯38.296194度 東経141.013750度）                  | 高橋朱里、小嶋真子、大和田南那、木﨑ゆりあ、向井地美音、佐藤朱 |
| 47     | 3月11日  | 岩手県宮古市                        | 宮古市立藤原小学校（北緯39度38分12.6秒 東経141度57分26.9秒 / 北緯39.636833度 東経141.957472度）                           | 北原里英、山本彩、横山由依、川本紗矢、朝長美桜、込山榛香 横山結衣、松村香織 |
| 47     | 3月11日  | 岩手県釜石市                        | イオンタウン釜石（北緯39度16分16.4秒 東経141度52分51.9秒 / 北緯39.271222度 東経141.881083度）                             | 高橋みなみ、武藤十夢、岡田奈々、加藤玲奈、佐藤七海、須田亜香里 上西恵、多田愛佳 |
| 47     | 3月11日  | 宮城県南三陸町志津川                | （住）南三陸町立志津川中学校（北緯38度41分15.2秒 東経141度26分37.1秒 / 北緯38.687556度 東経141.443639度）                 | 大島涼花、柏木由紀、高城亜樹、村山彩希、谷川聖、宮澤佐江 白間美瑠、森保まどか |
| 47     | 3月11日  | 宮城県石巻市                        | （住）石巻市立広渕小学校（北緯38度28分25秒 東経141度12分36.2秒 / 北緯38.47361度 東経141.210056度）                        | 岩田華怜、島崎遥香、岩立沙穂、渋谷凪咲、西野未姫、佐藤朱 高柳明音、指原莉乃 |
| 47     | 3月11日  | 福島県相馬市                        | 相馬市総合福祉センター はまなす館（北緯37度48分25秒 東経140度55分6.1秒 / 北緯37.80694度 東経140.918361度）                | 小嶋陽菜、梅田綾乃、小笠原茉由、高橋朱里、早坂つむぎ、松井玲奈 渡辺美優紀、松岡菜摘 |
| 47     | 3月11日  | 福島県南相馬市鹿島区                | （住）鹿島生涯学習センター・さくらホール（北緯37度41分43.4秒 東経140度57分31.1秒 / 北緯37.695389度 東経140.958639度）     | 宮脇咲良（HKT48兼任）、矢倉楓子（NMB48兼任）、小嶋真子、永尾まりや、松井珠理奈、大和田南那 倉持明日香、舞木香純 |
| 48     | 4月26日  | 福島県広野町                        | 福島県立ふたば未来学園高等学校（北緯37度12分45.3秒 東経140度59分49.8秒 / 北緯37.212583度 東経140.997167度）               | 市川愛美、北原里英、大家志津香、福岡聖菜、佐藤朱、舞木香純 |
| 49     | 5月24日  | 岩手県山田町                        | （商）八幡地区駐車場（北緯39度27分58.2秒 東経141度56分58.5秒 / 北緯39.466167度 東経141.949583度）                         | 岩田華怜、阿部マリア、名取稚菜、込山榛香、西野未姫、峯岸みなみ、佐藤七海 |
| 50     | 6月21日  | 宮城県女川町                        | JR女川駅前広場（北緯38度26分48.4秒 東経141度26分39.1秒 / 北緯38.446778度 東経141.444194度）                               | 武藤十夢、北原里英、横山由依、大島涼花、大和田南那、川本紗矢 |
| 51     | 7月22日  | 岩手県大槌町                        | （商）福幸きらり商店街（北緯39度21分56.7秒 東経141度54分5.4秒 / 北緯39.365750度 東経141.901500度）                        | 小嶋菜月、中西智代梨、前田亜美、後藤萌咲、小笠原茉由、峯岸みなみ |
| 52     | 8月20日  | 宮城県気仙沼市大島                  | 小田の浜海水浴場（北緯38度51分12.8秒 東経141度37分18.3秒 / 北緯38.853556度 東経141.621750度）                             | 飯野雅、大島涼花、渡辺麻友、岩立沙穂、岡田奈々、加藤玲奈、佐藤朱 |
| 52     | 8月20日  | 宮城県気仙沼市                      | （商）南町紫市場（北緯38度54分19.7秒 東経141度34分18.3秒 / 北緯38.905472度 東経141.571750度）                             | 飯野雅、大島涼花、渡辺麻友、岩立沙穂、岡田奈々、加藤玲奈、佐藤朱 |
| 53     | 9月20日  | 岩手県山田町                        | （商）八幡地区駐車場（北緯39度27分57.6秒 東経141度56分57.4秒 / 北緯39.466000度 東経141.949278度）                         | 阿部マリア、込山榛香、佐藤七海 |
| 54     | 10月12日 | 宮城県山元町                        | （住）山元町立坂元小学校（北緯37度55分6.8秒 東経140度53分35.4秒 / 北緯37.918556度 東経140.893167度）                      | 田野優花、湯本亜美、木﨑ゆりあ、後藤萌咲、小嶋真子、込山榛香 |
| 55     | 11月21日 | 茨城県常総市                        | 石下総合運動公園野球場（北緯36度06分36.2秒 東経139度56分03.6秒 / 北緯36.110056度 東経139.934333度）                       | 岩田華怜、高橋みなみ、谷口めぐ、宮崎美穂、横山由依、高城亜樹 峯岸みなみ、向井地美音、武藤十夢、茂木忍、加藤玲奈、木﨑ゆりあ 後藤萌咲、渡辺麻友、岡部麟、本田仁美 |
| 56     | 12月19日 | 宮城県気仙沼市 岩手県大船渡市       | 旭が丘学園 大洋学園 | 小笠原茉由、小嶋菜月、武藤十夢、小嶋真子、高橋朱里、西野美姫 |
| 2016年 |          |                                     | | |
| 57     | 1月31日  | 福島県南相馬市                      | | 藤田奈那、向井地美音、茂木忍、川本紗矢、込山榛香、高橋朱里 |
| 58     | 2月28日  | 宮城県石巻市                        | | 大家志津香、大和田南那、小嶋菜月、宮崎美穂、加藤玲奈、木﨑ゆりあ |
| 59     | 3月6日   | 岩手県盛岡市                        | 岩手県民会館 | 岩田華怜、小嶋陽菜、横山由依、峯岸みなみ、向井地美音、山本彩 湯本亜美、柏木由紀、加藤玲奈、木﨑ゆりあ、後藤萌咲、渡辺麻友、岡田奈々 小嶋真子、込山榛香、高橋朱里、西野未姫、佐藤朱、佐藤七海、舞木香純 松井珠理奈、松村香織、藤江れいな、指原莉乃 加藤美南、北原里英 |
| 60     | 7月2日   | 岩手県大槌町                        | 大槌町本町地先特設ステージ                                                                                                | 大和田南那、谷口めぐ、川本紗矢、佐藤七海、谷川聖、横山結衣 |
| 61     | 11月13日 | 熊本県熊本市                        | | 坂口理子、田島芽瑠、田中美久、矢吹奈子、外薗葉月、山下エミリー |
| 62     | 11月20日 | 岩手県大船渡市                      | 越喜来小学校 大船渡夢商店街                                                                                               | 大家志津香、峯岸みなみ、後藤萌咲、田名部生来、村山彩希、佐藤七海 |
| 2017年 |          |                                     | | |
| 63     | 3月4日   | 岩手県岩泉町                        | 岩泉町立小本小学校 岩泉町立小本中学校                                                                                     | 大家志津香、阿部マリア、久保怜音、後藤萌咲、川本紗矢、込山榛香 村山彩希、佐藤七海、北川綾巴、惣田紗莉渚、須藤凜々花 山本彩加、田島芽瑠、岩花詩乃、北原里英 |
| 63     | 3月4日   | 宮城県山元町                        | 山元町立山下第二小学校 | 小嶋菜月、佐々木優佳里、篠崎彩奈、茂木忍、大島涼花、福岡聖菜、矢吹奈子 岩立沙穂、小嶋真子、高橋朱里、江籠裕奈、菅原茉椰、山本彩 矢倉楓子、松岡はな、荻野由佳 |
| 63     | 3月4日   | 福島県広野町                        | 広野町中央体育館 | 田北香世子、谷口めぐ、宮崎美穂、武藤十夢、柏木由紀、大森美優、岡田彩花 朝長美桜、岡田奈々、舞木香純、大場美奈、後藤楽々 吉田朱里、太田夢莉、田中美久、村雲颯香 |
| 64     | 5月4日   | 宮城県南三陸町                      | さんさん商店街 ハマーレ歌津                                                                                               | 大家志津香、久保怜音、後藤萌咲、福岡聖菜、小栗有以、北原里英 |
| 65     | 9月3日   | 岩手県山田町                        | 鯨と海の科学館 | 湯本亜美、後藤萌咲、込山榛香、佐藤七海、松村香織、岩花詩乃 |
| 66     | 9月16日  | 宮城県石巻市                        | 雄勝中学校 | 大家志津香、久保怜音、茂木忍、木﨑ゆりあ、佐藤朱、早坂つむぎ |
| 2018年 |          |                                     | | |
| 67     | 3月4日   | 岩手県釜石市                        | 釜石市民ホール（北緯39度16分22.2秒 東経141度52分47.2秒 / 北緯39.272833度 東経141.879778度）                               | 高橋朱里、村山彩希、岡部麟、松村香織、山本彩、田中美久、荻野由佳、瀧野由美子 |
| 67     | 3月4日   | 宮城県女川町                        | 女川小学校 | 横山由依、向井地美音、岡田奈々、込山榛香、大場美奈、白間美瑠、松岡はな、北原里英 |
| 67     | 3月4日   | 福島県南相馬市                      | 鹿島生涯学習センター（さくらホール）                                                                                      | 宮脇咲良、峯岸みなみ、柏木由紀、加藤玲奈、小嶋真子、渋谷凪咲、小畑優奈、中井りか |
| 68     | 5月4日   | 宮城県南三陸町                      | さんさん商店街 | 後藤萌咲、湯本亜美、佐藤朱、山尾梨奈、西澤瑠莉奈、岩花詩乃 |
| 2019年 |          |                                     | | |
| 69     | 3月2日   | 岩手県大槌町                        | 岩手県大槌町文化交流センター（おしゃっち）                                                                                | 向井地美音、込山榛香、柏木由紀、佐藤七海、末永桜花、荻野由佳 |
| 69     | 3月2日   | 宮城県石巻市                        | 宮城県石巻市河南農村改善センター                                                                                          | 横山由依、高橋朱里、村山彩希、山内瑞葵、小栗有以、山本彩加 |
| 69     | 3月2日   | 福島県南相馬市                      | 福島県南相馬市小高生涯学習センター（浮舟文化会館）                                                                        | 小嶋真子、峯岸みなみ、岡田奈々、岡部麟、本村碧唯、瀧野由美子 |
| 70     | 3月23日  | 岩手県山田町                        | 陸中山田駅 | 後藤萌咲、湯本亜美、久保怜音、福岡聖菜、村山彩希、松村香織、岩花詩乃 |
| 71     | 3月24日  | 岡山県矢掛町                        | やかげ文化センター | 向井地美音、横山由依、大家志津香、稲垣香織、小栗有以、下尾みう、人見古都音、山田菜々美 |
| 72     | 10月29日 | 宮城県丸森町                        | 丸森町災害ボランティアセンター                                                                                            | 大家志津香、大盛真歩、佐藤朱、高橋七実 |
| 73     | 11月29日 | 宮城県丸森町                        | 丸森町災害ボランティアセンター                                                                                            | 山根涼羽、武藤十夢、谷口めぐ |
| 73     | 11月29日 | 福島県いわき市                      | いわき市災害ボランティアセンター                                                                                          | 篠崎彩奈、茂木忍、川本紗矢 |

## 関連書籍
- 「AKB48、被災地へ行く」 石原真 著（2015年10月21日発行、岩波ジュニア新書 ISBN 978-4-00-500816-2）
  - 慰問活動開始から執筆時点までの様子をまとめたルポルタージュ。